# Trionymus newsteadi
Trionymus newsteadi är en insektsart som först beskrevs av Green 1917.  Trionymus newsteadi ingår i släktet Trionymus och familjen ullsköldlöss. Inga underarter finns listade i Catalogue of Life.